# Symfonie nr. 2 (Sergej Tanejev)
Sergej Tanejev begon aan het schrijven van zijn Symfonie nr. 2 in 1875.
Hij was toen 21 jaar en had grootse plannen, want hij begon ongeveer tegelijkertijd aan zijn eerste symfonie. Hij was nog in de leer aan het Conservatorium van Moskou en had les van Pjotr Iljitsj Tsjaikovski. Al in de zomer had Tanejev de plannen voor het eerste deel op papier en Tsjaikovki zag een grootst werk ontstaan. Vervolgens verdween het werk van tafel. In 1877 kwam het weer boven, deel 1 was georkestreerd en het derde deel stond in de steigers. De befaamde violist Nikolaj Rubinstein voerde daarop al een deel uit, maar vond het minder goed dan hem kennelijk was voorgespiegeld. Tsjaikovski liet Tanejev weten dat hij zich in goed gezelschap bevond, Rubinstein had eerder zijn eerste pianoconcert als onuitvoerbaar bestempeld. Tanejev trok het zich kennelijk toch aan, want hij kwam nooit  verder dan wat schetsen voor deel 2, een scherzo kwam er helemaal niet. Het werk verdween op de plank. Pas in 1977 vond Vladimir Blok, een musicoloog, het de moeite om de schetsen van het tweede deel verder uit te werken. Verder dan een driedelige symfonie kwam het niet.
De drie delen zijn:
1. Introductie en allegro
2. Andante
3. Allegro

Sergej Tanejev had weinig succes met zijn symfonieën ; nr. 1 werd pas postuum uitgegeven, nr. 2 bleef dus onvoltooid, nr. 3 onderging hetzelfde lot als nr. 1. Alleen Symfonie nr. 4 werd tijdens het levens van de componist uitgegeven en kreeg dus het officieuze Symfonie nr. 1 op het titelblad. Het is ironisch dat Sergejs oom Aleksandr Tanejev wel een complete Symfonie nr. 2 opleverde en dat dat zijn bekendste werk werd. 

## Discografie
- Uitgave Naxos : Academisch Symfonieorkest van Novosibirsk o.l.v. Thomas Sanderling